# Luis Peralta (calciatore 1988)
Luis Ángel Peralta Ramírez (12 ottobre 1988) è un calciatore nicaraguense, centrocampista del Walter Ferreti.

## Carriera

### Club
Ha sempre giocato nel campionato nicaraguense.

### Nazionale
Ha debuttato in Nazionale nel 2014 ed è stato successivamente convocato per la Gold Cup.